# 副島道正

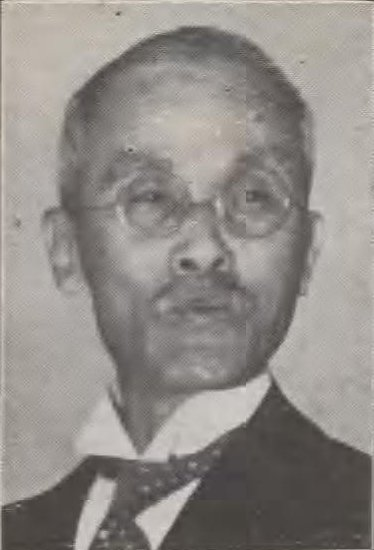
副島道正

副島 道正（そえじま みちまさ、1871年11月26日〈明治4年10月14日〉 - 1948年〈昭和23年〉10月13日）は、明治から昭和期の華族、実業家、IOC委員。伯爵。

## 経歴
伯爵副島種臣の三男として東京に生まれる。1894年（明治27年）イギリス・ケンブリッジ大学卒業。
1895年（明治28年）宮内省に入り東宮侍従や式部官を務めた。実業家としては京城日報社長、日英水電・早川電力役員等を務めた。
1918年（大正7年）7月10日から1925年（大正14年）7月9日まで貴族院議員に在任。
1940年（昭和15年）に東京オリンピックを開催招致すべく、1934年（昭和9年）5月のIOC総会（アテネ）でIOC委員に選出。1935年（昭和10年）に杉村陽太郎とともにローマでムッソリーニと会見し（インフルエンザと肺炎発症のため、予定より遅れて会談）、ライバル都市であったローマの立候補撤回を交渉し、翌1936年（昭和11年）の招致決定に功績を挙げた。
だがその2年後、日中戦争の長期化と第二次世界大戦につながる戦時体制の強化により、1940年東京オリンピック・札幌オリンピックの大会開催返上の中心人物となり、1938年（昭和13年）7月15日に閣議決定となった。
1936年（昭和11年）8月1月に補欠選挙で貴族院伯爵議員に再選され、1947年（昭和22年）5月2日の貴族院廃止まで務めた。墓所は青山霊園(1イ21-1)。
2021年（令和3年）に日本バスケットボール殿堂に選出。

## 親族
- 副島道正の娘の順子（のぶこ）は小説家志賀直哉の弟である志賀直三と結婚した[4][5]。
- 副島道正の姉の貞子（ていこ）は諸岡正順に嫁して諸岡幸麿を産んだ[6]。

## 栄典
位階
- 1911年（明治44年）3月20日 - 正四位[7]
- 1918年（大正7年）3月30日 - 従三位[8]
- 1945年（昭和20年）5月15日 - 正二位[9]

勲章等
- 1940年（昭和15年）8月15日 - 紀元二千六百年祝典記念章[10]

## 関連作品
- NHK大河ドラマ『いだてん〜東京オリムピック噺〜』、2019年、演：塚本晋也